# Trichypena gravalis
Trichypena gravalis är en fjärilsart som beskrevs av Paul Mabille 1897. Trichypena gravalis ingår i släktet Trichypena och familjen nattflyn. Inga underarter finns listade i Catalogue of Life.